# Малки-Воден
Малки-Воден (болг. Малки Воден) — село в Болгарии. Находится в Хасковской области, входит в общину Маджарово. Население составляет 15 человек.

## Политическая ситуация
В местном кметстве Бориславци, в состав которого входит Малки-Воден, должность кмета (старосты) исполняет Христо Тодоров Николов (коалиция партий: «Гражданская сила», «Новые лидеры» (НЛ)) по результатам выборов правления кметства.
Кмет (мэр) общины Маджарово — Милко Петков Армутлиев (Земледельческий народный союз (ЗНС)) по результатам выборов в правление общины.